# Djalwana Laurent Lompo
Djalwana Laurent Lompo (ur. 1 stycznia 1967 w Koulbou) – nigerski duchowny katolicki, arcybiskup Niamey od 2014.

## Życiorys

### Prezbiterat
Święcenia kapłańskie otrzymał 21 września 1997 i został inkardynowany do archidiecezji Niamey. Przez kilka lat pracował jako wikariusz, zaś w latach 2001-2002 studiował w Paryżu. Po powrocie do kraju był duszpasterzem organizacji Foyer Samuel, a w 2003 został wikariuszem generalnym archidiecezji.

### Episkopat
26 stycznia 2013 został mianowany biskupem pomocniczym archidiecezji Niamey ze stolicą tytularną Buffada. Sakry biskupiej udzielił mu 9 czerwca 2013 ówczesny metropolita Niamey - arcybiskup Michel Cartatéguy.
11 października 2014 papież Franciszek minował go arcybiskupem metropolitą Niamey.